# Lac de Mavrovo
Le lac de Mavrovo (en macédonien : Мавровско Езеро), est un lac situé dans l'ouest de la Macédoine du Nord, dans la commune de Mavrovo i Rostuše. Il se trouve au pied du massif du mont Korab et il a été créé par un barrage, construit en 1947 sur la Radika. Depuis 1952, il fait partie du parc national de Mavrovo.
Le lac est une destination touristique importante puisqu'il se trouve non seulement dans le parc de Mavrovo, mais aussi près de la station de ski Zare Lazarevski et de villages renommés pour leur architecture et leur artisanat comme Galitchnik. 
Lors de la création du lac, le village de Mavrovo a perdu son église, qui s'est retrouvée engloutie par les eaux. Depuis quelques années, le niveau du lac a légèrement baissé et les ruines de l'église sont de nouveau accessibles une partie de l'année.

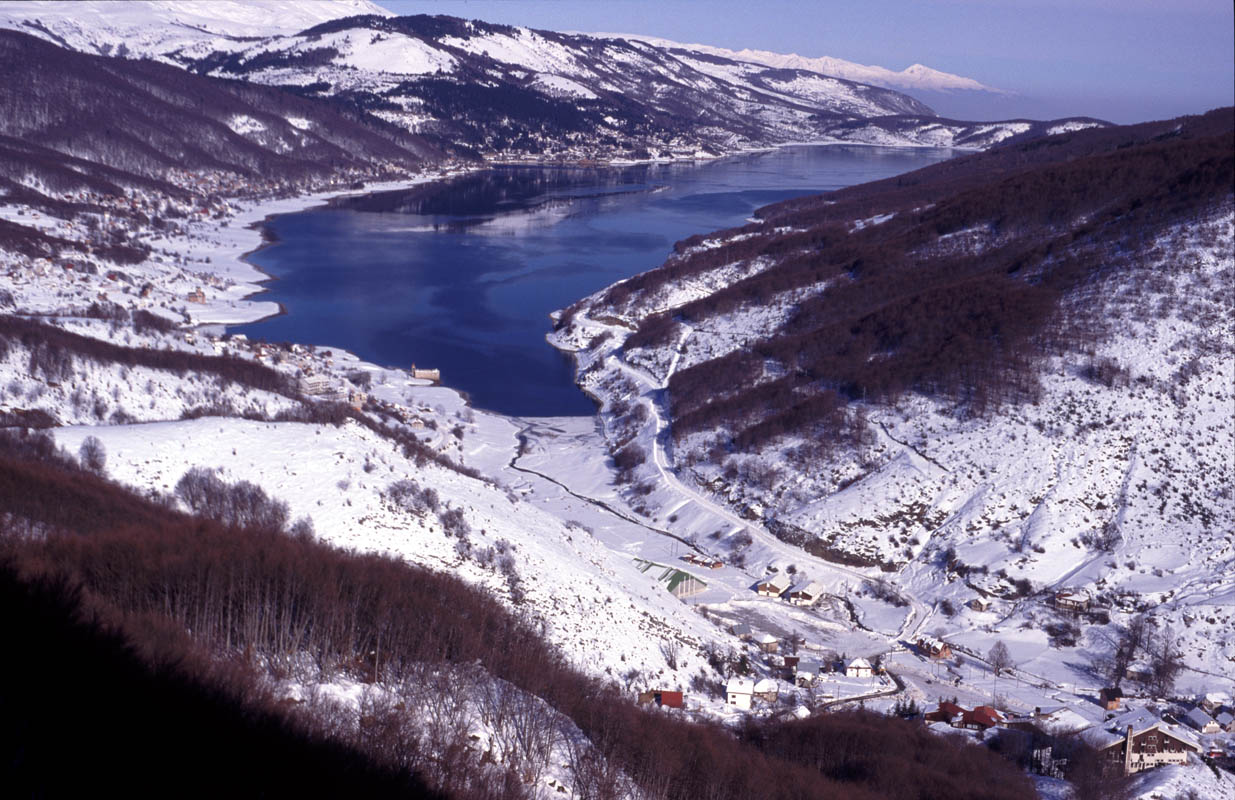
Le lac en hiver.
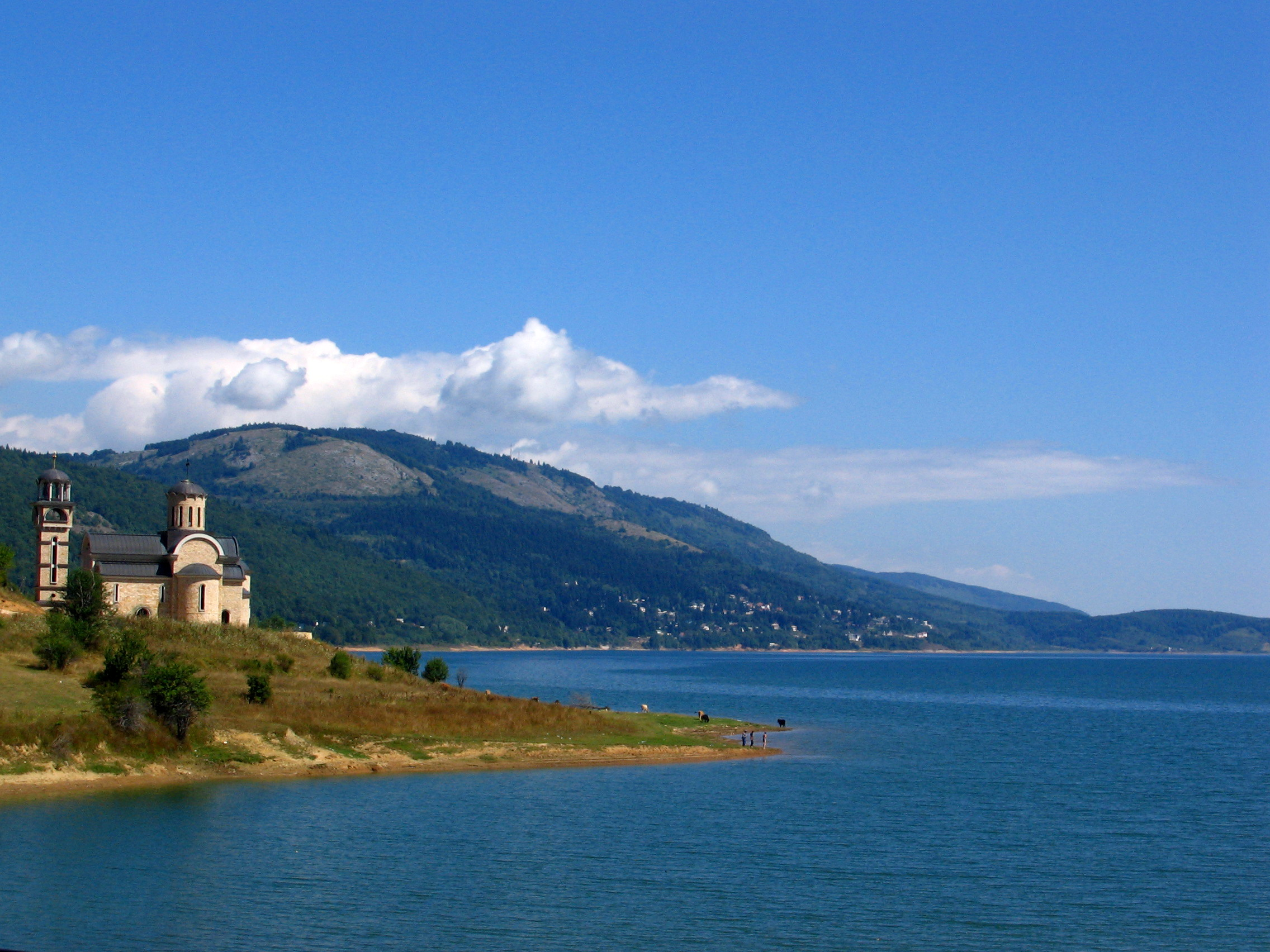
le lac et la nouvelle église de Mavrovo.
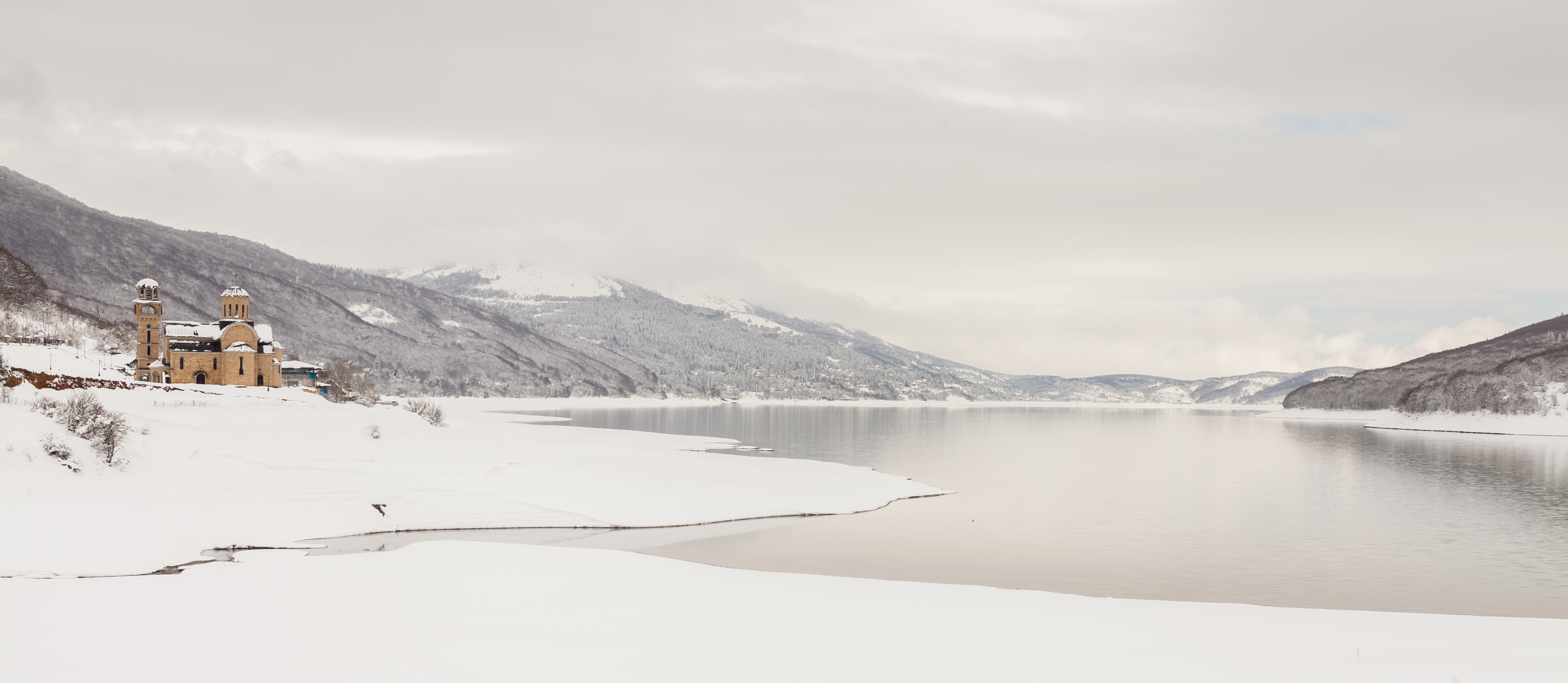
le lac et la nouvelle église de Mavrovo en hiver.
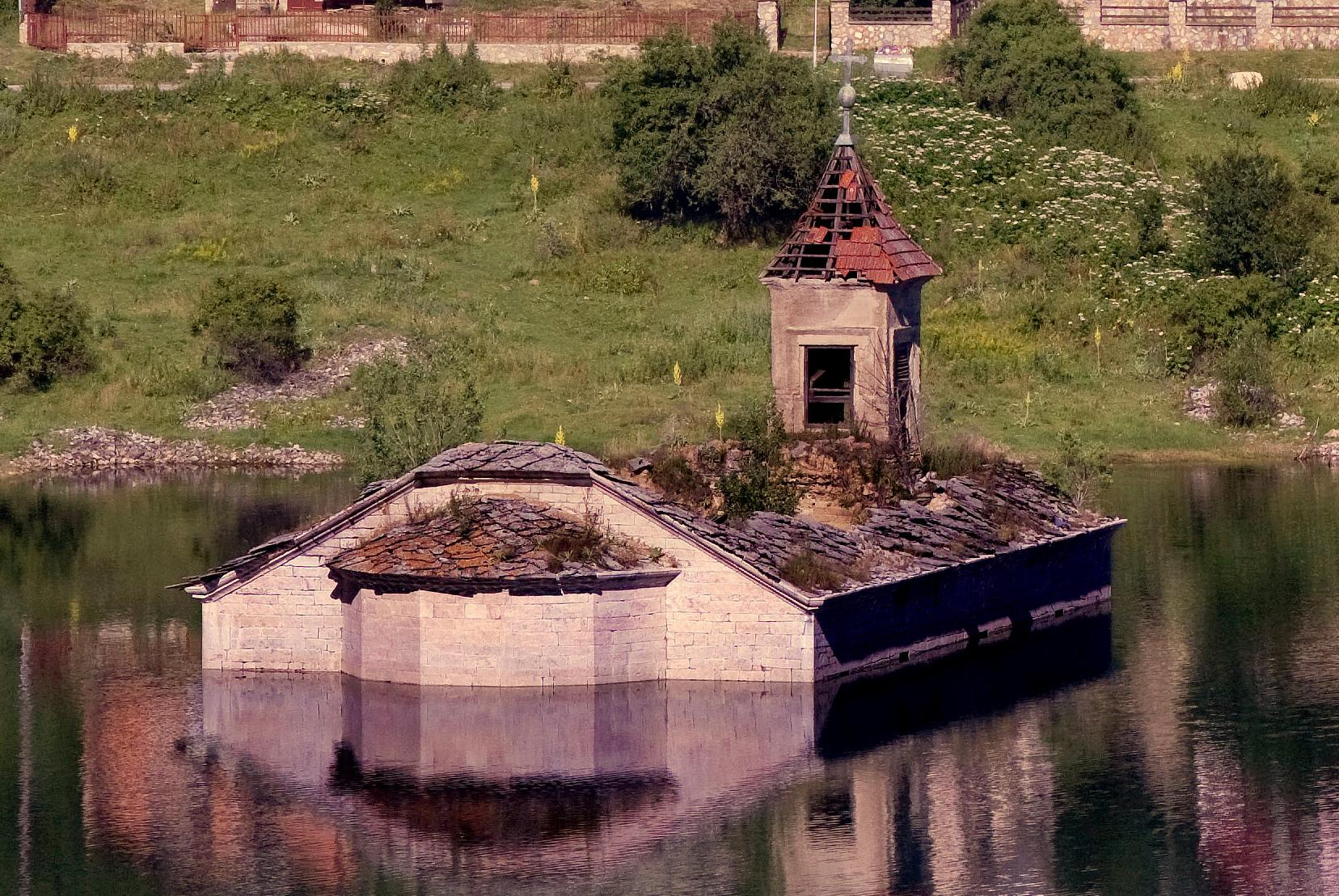
L'ancienne église en partie engloutie.
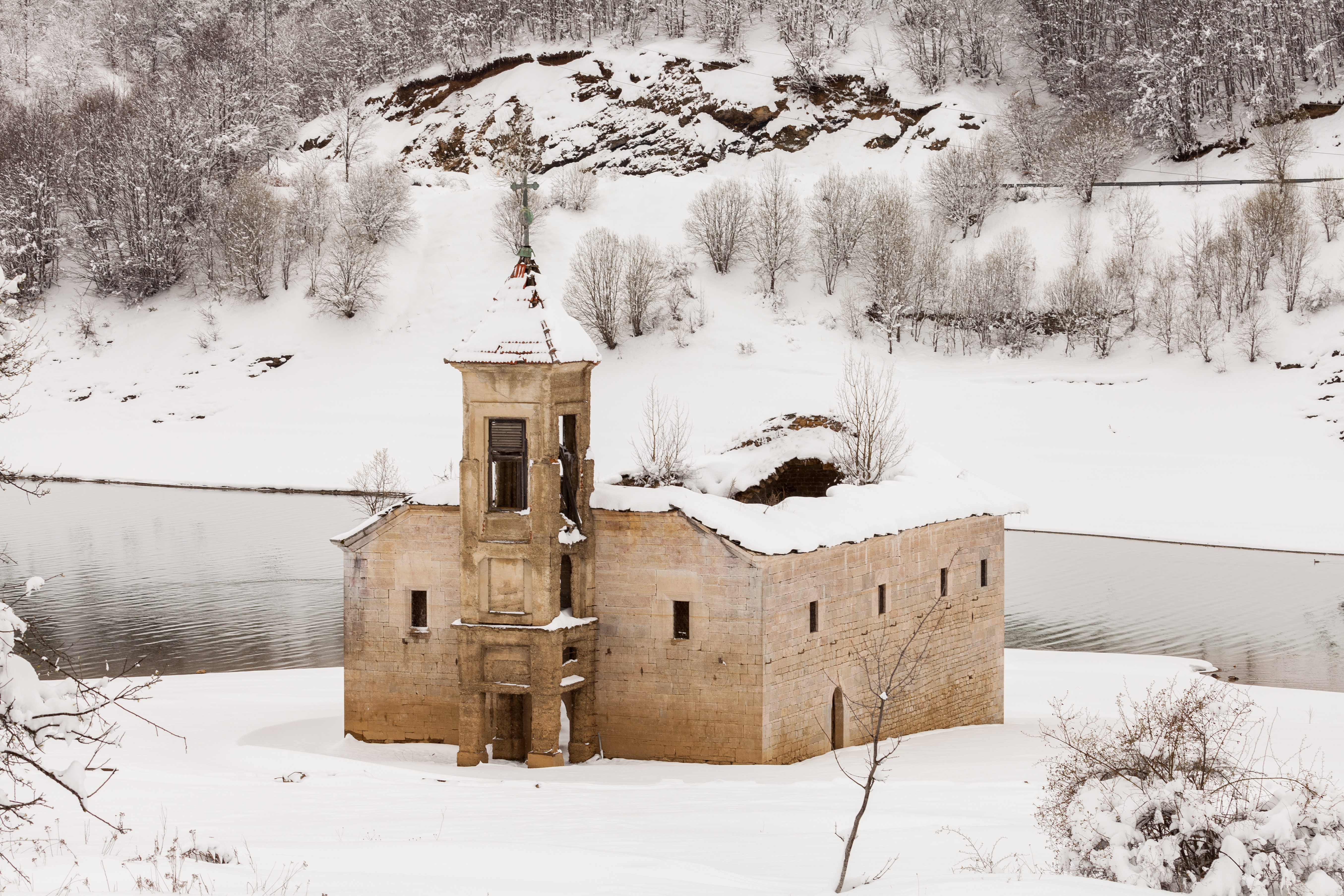
L'ancienne église en hiver.
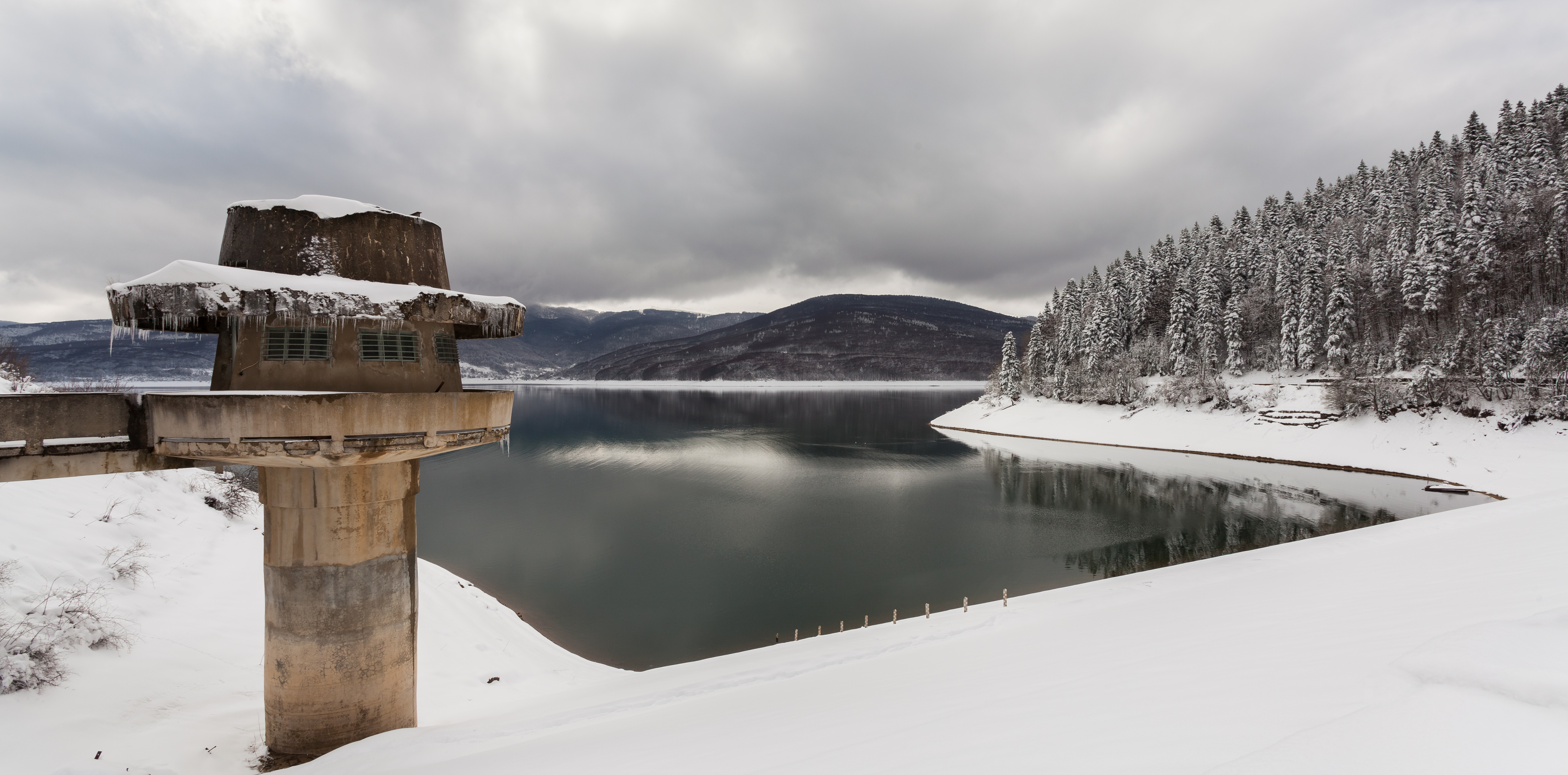
Le barrage et la tour de guet.